# Karola Knoblich
Karola Knoblich (* 11. August 1940 in Klein-Dungen) ist eine niedersächsische Politikerin (CDU) und war Mitglied des Niedersächsischen Landtages.
Knoblich besuchte die Volks- und die Realschule. im Anschluss daran absolvierte sie ein einjähriges Praktikum als Erzieherin und besuchte die Frauenfachschule und die Handelsschule in Hildesheim. Im Jahr 1958 begann sie eine Tätigkeit als Sekretärin, die sie bis 1961 ausübte. Im Jahr 1961 wurde sie Mitarbeiterin im Architekturbüro ihres Ehemannes. 
Knoblich wurde im Jahr 1971 Mitglied der CDU. Sie war Mitglied im Beirat der katholischen Familienbildungsstätte in Hildesheim und wurde im Jahr 1981 zur Abgeordneten in den Kreistag des Landkreises Hildesheim. Knoblich wurde in der elften und zwölften Wahlperiode zum Mitglied des Niedersächsischen Landtages vom 21. Juni 1986 bis 20. Juni 1994 gewählt.